# The 1975
The 1975 — английская инди-рок группа родом из Манчестера. Группа состоит из Мэттью Хили (вокал, гитара), Адама Ханна (гитара), Джорджа Дэниэла (ударные, бэк-вокал) и Росса Макдональда (бас-гитара).
Коллектив записал четыре ЕР перед тем, как выпустить свой дебютный альбом. The 1975 был выпущен 2 сентября 2013 посредством Dirty Hit Records/Polydor. Альбом дебютировал под номером 1 в UK Albums Chart. 8 сентября 2013 года группа совершила международный тур, а также играла в 2014 году на фестивале Coachella. В феврале 2016 года группа выпустила второй студийный альбом под названием I Like It When You Sleep, for You Are So Beautiful Yet So Unaware of It, который журнал NME назвал лучшим диском 2016 года (в их списке 50 лучших альбомов 2016 года он на позиции № 1).

## Формирование
Мэттью Хили, сын Дениз Уэлч и Тима Хили, вырос в Ньюкасле и Манчестере. Он встретил Росса Макдональда, Адама Ханна и Джорджа Дэниэла в Уилмслоу, средней школе, недалеко от Манчестера. Подростки начали играть музыку, в 2004 году образовалась группа. Местный работник Совета организовал ряд концертов для ребят. Хили обнаружили Ханна, когда тот «пришёл к нам и сказал, что хочет играть в одном из этих шоу». Группа начала, играя ряд каверов, пока они 
в конце концов не написали песню. … Мы начали с тех пор и делали музыку вместе, так как нам было около 15
 как позднее говорил Хили. После, Ханн предложил участникам сформировать группу. Первоначально Хили был барабанщиком, но он также стал вокалистом, после того, как предыдущий вокалист перешёл в другую группу. Джордж Даниэль стал новым барабанщиком, и, с этого момента, у группы был полный состав.

## Музыкальный стиль
Критики из Pitchfork Magazine благоприятно сравнивали их с The Big Pink. Sex EP был описан Paste «в равных частях как эфирный, так и электропоповый», с «навязчивым» и «гладким» вокалом. Их «мягкий», «урезанный» стиль получил высокую оценку за отсутствие «привлекающей внимание производственной театральности». Хотя в целом стиль группы признаётся альтернативным, они находились под влиянием различных жанров: электро-поп, электронная музыка, поп-рок и R&B. Хили говорит, что Talking Heads, Prince, My Bloody Valentine, Майкл Джексон, Питер Гэбриэл, Брайан Ино, Ди Энджело и Sigur Rós оказали на него большее влияние. Также он говорит, что на него сильно повлияло творчество кинорежиссёра Джона Хьюза. В текстах The 1975 поднимаются темы одиночества, любви, взросления, равнодушия, наркотиков, надежды, смерти и страха.

## Название группы
Ранее группа выступала и выпускала материалы под различными названиями: Talkhouse, The Slowdown, B I G S L E E P, и Drive Like I Do. В конце концов группа остановились на названии The 1975. Хили рассказывает, что название было навеяно каракулями, найденными на задней странице в старой книге стихов Бит-поколения от «1 июня 1975».

## Дискография

### Студийные альбомы
| Название                                                                | Детали                                                                                  | Позиция в чартах | Позиция в чартах | Позиция в чартах | Позиция в чартах | Позиция в чартах | Позиция в чартах | Позиция в чартах | Позиция в чартах | Позиция в чартах | Позиция в чартах | Сертифицирование  |
| Название                                                                | Детали                                                                                  | UK               | AUS              | AUT              | CAN              | GER              | IRE              | NZL              | SCO              | SWI              | US               | Сертифицирование  |
| ----------------------------------------------------------------------- | --------------------------------------------------------------------------------------- | ---------------- | ---------------- | ---------------- | ---------------- | ---------------- | ---------------- | ---------------- | ---------------- | ---------------- | ---------------- | ----------------- |
| The 1975                                                                | - Дата выхода: 2 сентября 2013 - Лейбл: Dirty Hit/Polydor - Формат: CD, LP, MD          | 1                | 43               | 60               | 17               | 57               | 4                | 36               | 1                | 100              | 28               | - BPI: Платиновый |
| I Like It When You Sleep, for You Are So Beautiful Yet So Unaware of It | Дата выхода: 26 февраля 2016 года                                                       | 1                |                  |                  |                  |                  |                  |                  |                  |                  | 1                |                   |
| A Brief Inquiry into Online Relationships                               | - Дата выхода: 30 ноября 2018 - Лейбл: Dirty Hit/Polydor - Формат: CD, 2xLP, Cass, File | 1                | 4                | 61               | 15               | 57               | 4                | 9                | 1                | 89               | 4                | BPI: Серебряный   |
| Notes on a Conditional Form                                             | Дата выхода: 22 мая 2020                                                                |                  |                  |                  |                  |                  |                  |                  |                  |                  |                  |                   |
| Being Funny in a Foreign Language                                       | Дата выхода: 14 октября 2022                                                            |                  |                  |                  |                  |                  |                  |                  |                  |                  |                  |                   |

### EPs
| Название       | Детали                                                             | Позиция в чартах | Позиция в чартах | Позиция в чартах |
| Название       | Детали                                                             | US               | US Rock          | US Heat.         |
| -------------- | ------------------------------------------------------------------ | ---------------- | ---------------- | ---------------- |
| Facedown       | - Дата выхода: 6 августа 2012 - Лейбл: Dirty Hit - FФормат: MD     | —                | —                | —                |
| Sex            | - Дата выхода: 19 ноября 2012 - Лейбл: Dirty Hit - Формат: MD      | —                | —                | —                |
| Music for Cars | - Дата выхода: 4 марта 2013 - Лейбл: Dirty Hit - Формат: MD        | —                | —                | 44               |
| IV             | - Дата выхода: 20 мая 2013 - Лейбл: Dirty Hit/Polydor - Формат: MD | 164              | 42               | 2                |